# Улица Айнавас
Улица А́йнавас (латыш. Ainavas iela — Пейзажная) — небольшая улица в Видземском предместье города Риги, в Пурвциемсе.
Проходит от улицы Жагату до улицы Иерикю.
Общая длина — 205 метров. На всём протяжении имеет асфальтовое покрытие. Общественный транспорт по улице не курсирует.
Впервые упоминается в перечне улиц города в 1957 году под своим нынешним названием, которое никогда не изменялось.

## Прилегающие улицы
- Улица Жагату
- Улица Пилю
- Улица Иерикю